# 閉路電視

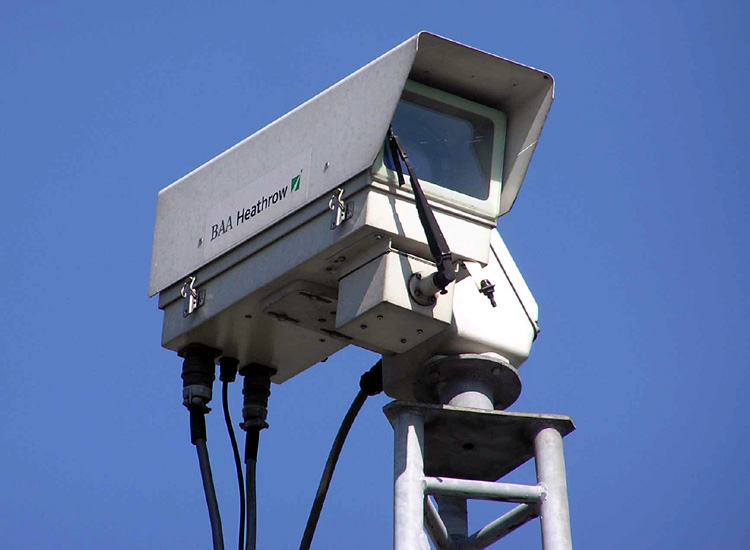
一台位於倫敦希斯洛機場的閉路電視攝影機；鏡頭前設有雨刷，方便在雨天仍獲得較清晰影像

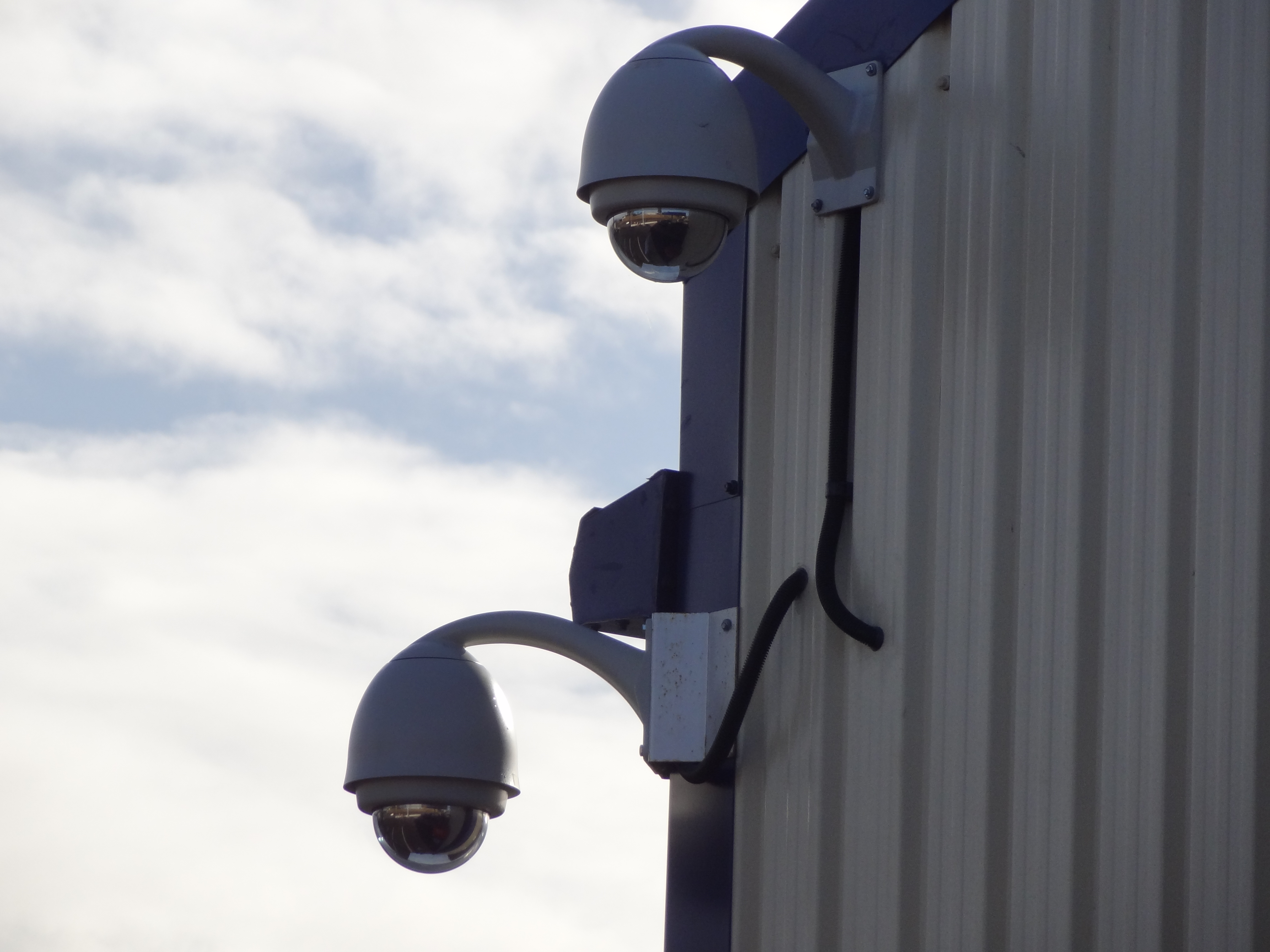
半球形的閉路電視

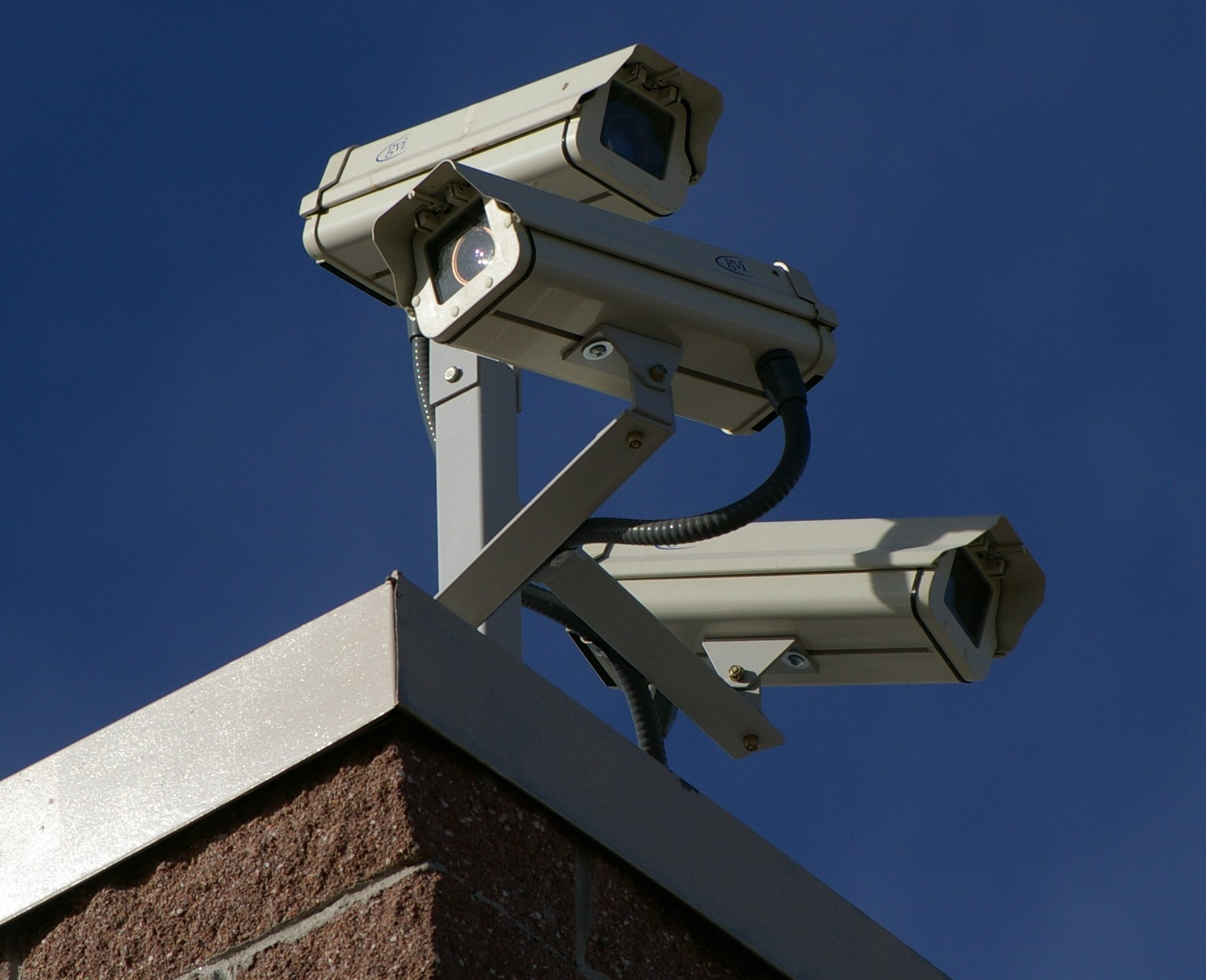
多角度拍攝的閉路電視系統

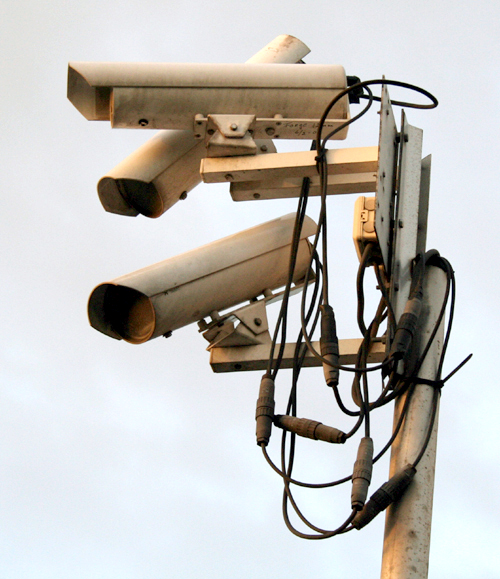
另一款以多角度拍攝的閉路電視系統

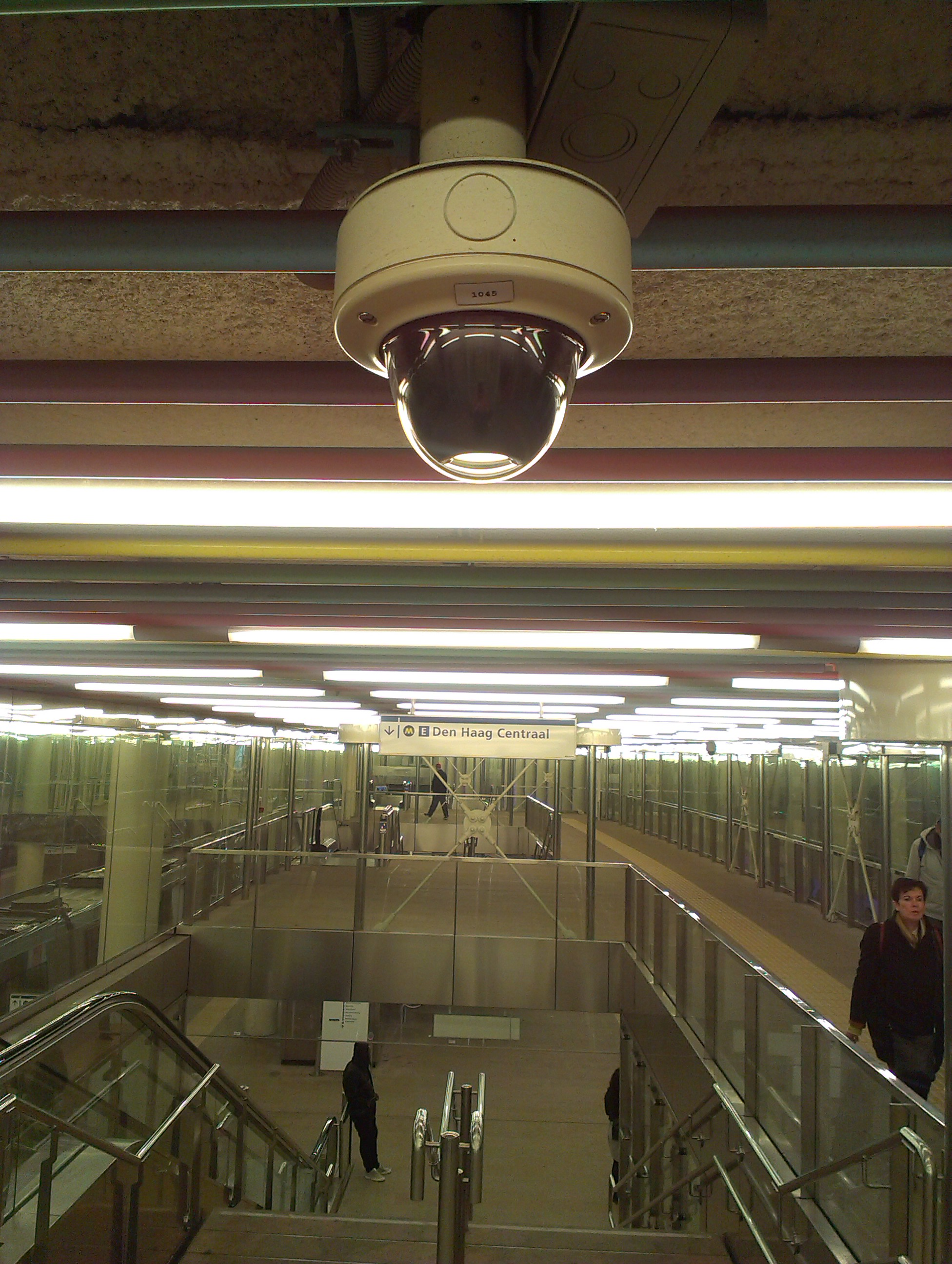
位於荷蘭鹿特丹中央車站的一個半球形閉路電視

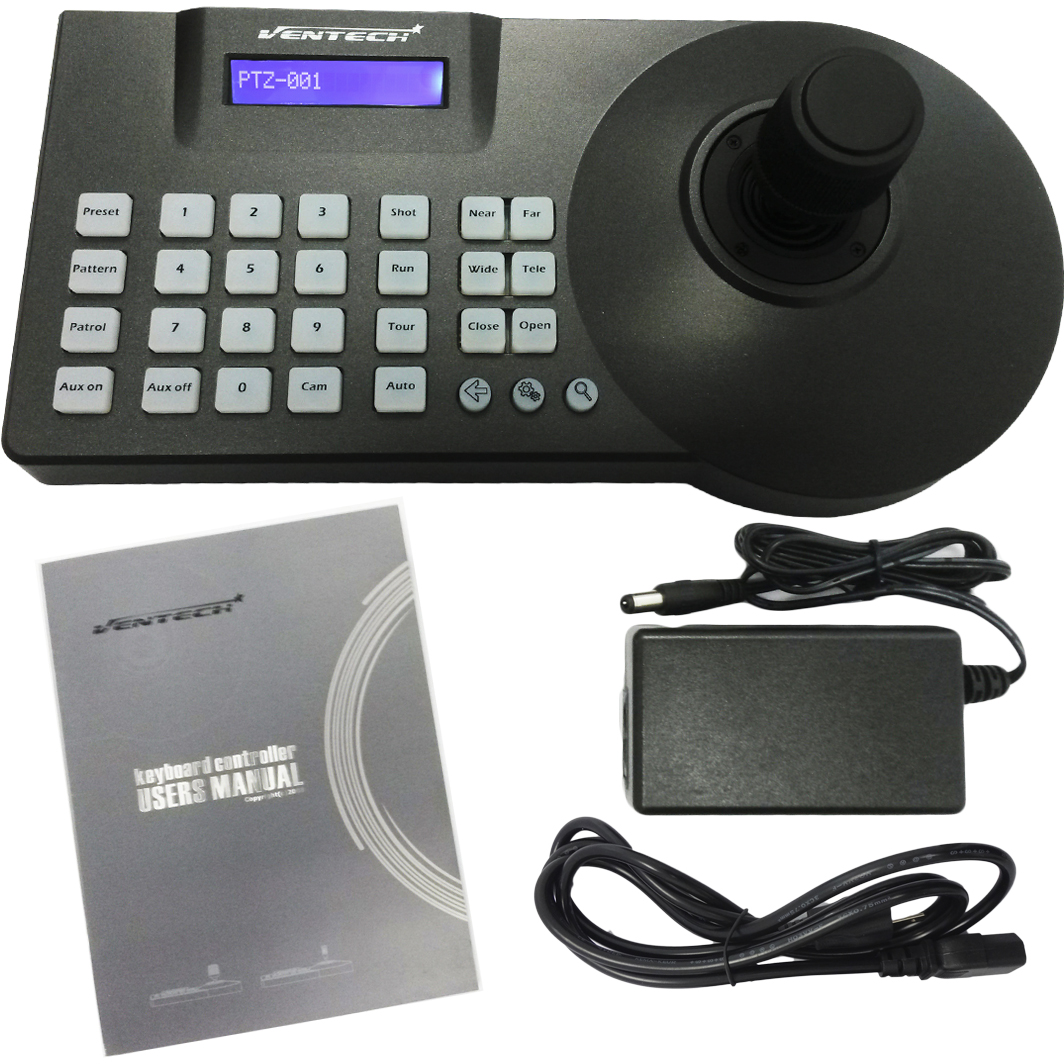
PTZ（Pan–tilt–zoom）控制器

閉路電視（英語：Closed-circuit television，簡記為CCTV）是指在特定的區域進行視訊傳輸並只在固定迴路設備裡播放的电视系统。例如錄影機、大樓内的監視器等。這類播放模式就被稱作閉路電視。
它與廣播電視不同，儘管也是點對點进行連接，但閉路電視的信號非公開傳輸。全球第一部閉路電視是於1942年在德國開始使用，用於觀察V-2火箭的發射。
另外，裝設於車輛上的閉路電視通常稱為行車記錄器，它們同樣點對點傳輸影像、而不會直接廣播。
依照傳輸訊號的類型，可分為數位（網路監控攝影機）及類比（類比監控攝影機）兩種。

## 名詞
依據《劍橋詞典》，「閉路電視」一詞指：「一種系統將電視攝影機所拍攝得來的信號、傳送到指定數目的屏幕上收看，並多數使用在商店等地方、以抗衡盜賊的不請自來。」

### 在香港及澳門
「閉路電視」在香港及澳門等地區，意為「封閉迴路的電視」，與廣播電視恰好相反。

### 在台灣
在台灣通常稱為「監視器」。

### 在中國大陸
广义上的「闭路电视」在中国大陆通常称「监控探头」、「監控」或「監視器」；而中国所谓的狭义上的“闭路电视”则指的是「有线模拟电视」。
一般在中国海外的报道中，很多会将“闭路电视”简称为“CCTV”（与中国中央电视台的英文缩写无关）。在中国以外的场合，提及“CCTV”，多数场合人们想到的是“闭路电视”，很少有人知道“中国中央电视台”。此外，由于大多数普通中国人受到的教育和认知中只认为“CCTV”表示中国中央电视台，因此大多数中国人在中国大陆以外的场合看到“CCTV”的字样时通常会产生误会。

## 用途

### 一般安裝的地方
閉路電視通常用於需要監測的領域，例如銀行、賭場、機場、軍事基地、校園、警察局和便利商店等公共場所。

### 監察
在商業領域，閉路電視系統可以從中央控制室、透過顯示器觀察其它不同區域的情況。有些地方（例如：發電廠）不適宜工作人員親自監控，則可以安裝閉路電視系統，透過連續的錄影或者按照指示只對特定事件進行監控。

## 「闭路电视」在各国的流行与应用

### 加拿大
SCRAM项目是霍尔顿地区警察局的一项警务工作，目的是帮助消费者了解在安装家庭安全系统时所面临的复杂的隐私和安全问题。SCRAM项目使社区成员能够通过一个在线表格自愿注册与识别他们的住宅视频监控设备，目前还没有扩展到商业企业。安全摄像头的登记和监控是一种基于社区范围内预防与调查犯罪的工具，获得了居民的支持。其可以在三个层面上帮助预防犯罪——阻止犯罪分子进入该区域，防止犯罪发生，为警方提供有价值的证据并帮助破案。

## 相片集
- 1973年位於德國慕尼黑警察局的中央控制室，可見當時的閉路電視的影像仍以黑白／灰階為主，畫質亦不如今天標準
- 2017年於荷蘭國家警察局的中央控制室，設有現代化的閉路電視監察設備
- 展示多個閉路電視影像的顯示牆，每個顯示屏最多可同時顯示16個閉路電視鏡頭畫面
- 曾經於2009年獲獎的綜合集成監察系統，包含閉路電視鏡頭、LCD顯示螢幕及影像錄影機等設備
- 於香港何文田站內的半球形閉路電視鏡頭
- 於香港的市區綫中國製列車內的閉路電視鏡頭及其告示
- 於香港巴士 - 新巴30X路線車廂內的小型閉路電視鏡頭
- 香港北角新光戲院內關於已設置閉路電視及保安系統之告示牌
- 位於香港某大樓內說明已經設置閉路電視系統的一個立式告示牌
- 位於香港炮台山富利來大廈內，一個說明已經設置閉路電視系統的告示牌
- 位於奧地利克恩頓州某處的一個告示牌，以兩種語言（德語及斯洛維尼亞語）說明該處附近設有閉路電視系統作監察之用途
- 閉路電視專用的影像訊號三通接頭

## 儲存影像方式
早期的閉路電視系統雖然與錄影系統同為模擬信號，不過於1950至60年代的錄影帶以Quadruplex為主，主要為電視台所採用；鑑於成本較廉宜的錄影系統仍未出現，因此難以長時間以動態方式錄影，頂多以靜態攝影通過顯示器翻拍、並製成照片。
直至1970年代，因家用錄影系統漸漸流行，令到錄影帶的成本開始下降，這時不少閉路電視系統開始使用錄影帶做為儲存媒體，使動態錄影方式變得可行；唯相關系統仍然昂貴，並非任何企業、機構等可以負擔，所以此方式並未立刻流行。
由於大部份錄影帶以模擬訊號為記錄方式，最長亦只能錄製10小時（以VHS為例子），但遠不及閉路電視所需要長時間錄製；為節省成本或按法例要求，有些機構、企業等會定期消除舊有影像、並重複使用同一盒錄影帶作錄製；唯重複此工序只會讓錄影帶的性能下降、造成畫質嚴重下降；而不斷更換錄影帶卻帶來成本高昂與不便。然而自1990年代後期起，不少大型機構、企業等已改用數碼訊號記錄閉路電視的影像、取代以往的模擬信號，並以單顆或多顆硬碟做為儲存媒體，省卻更換錄影帶及保存的不便；如果要求更高的錄影容量與反應速度，也可使用磁碟陣列卡來加強錄影儲存能力。
目前閉路電視業發展到一種新的形式，就是用数字视频录像机將由攝影機所拍攝得來的影像大量而清晰地錄影下來、保留多年，並且對保存的影像進行分析或其他用途。保留闭路电视系统生成的图像需要成本。存储介质上存储的数据量和质量取决于压缩率、每秒存储的图像数、图像大小，并受视频或图像的保留期限的影响。数字硬盘录像机以各种专有文件格式存储图像。录制内容可以保留预设的时间，然后自动存档、覆盖或删除，具体期限由生成这些内容的组织决定。不過，日常物業管理保安影像只保留7天至30天，因為社會均有法例規管。
在過去不少罪案皆可以由閉路電視所得來的錄影協助破案，例如色魔、高買、打劫等。

## 技术发展

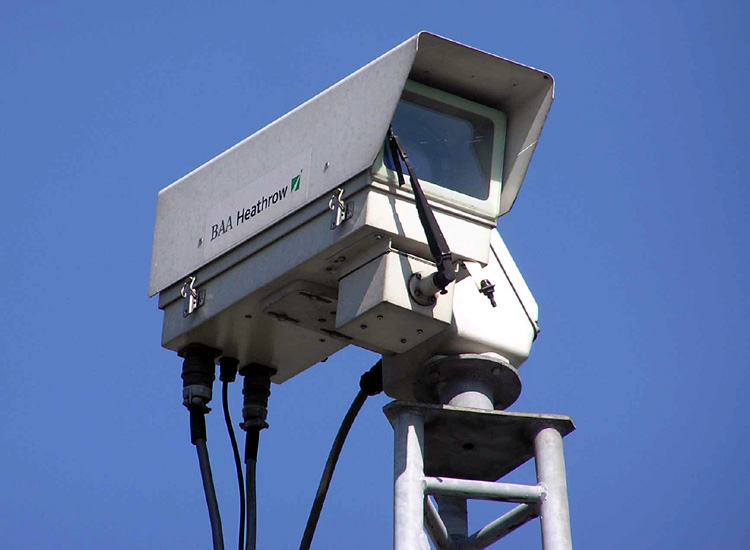
伦敦希思罗机场的监控摄像头，配备雨刷，可在雨天提供清晰图像

### 计算机控制的分析和识别
计算机控制的摄像头可以识别、跟踪和分类其视野中的物体。
视频内容分析，也称为视频分析，是一种自动分析视频以检测和确定时间事件的功能，它不是基于单个图像，而是基于对象分类。 在过去十年中，VCA 功能得到了改进。除了识别特定的形状和颜色外，VCA 应用程序现在还可以分析更复杂的场景。
先进的 VCA 应用程序可以根据物体的形状和运动行为准确地对物体类型进行分类，还可以测量物体的速度。一些视频分析应用程序可用于对指定区域虚拟地应用规则。这些规则可能与访问控制有关。例如，它们可以描述哪些对象可以进入特定区域、何时允许进入或在什么情况下进入。虚拟应用的规则也可以与各种运动情况相关。基于 VCA 的闭路电视系统可以设置为检测人群中的异常情况，例如一个人朝着通常预期方向的反方向移动（例如，在机场下飞机或在地铁入口处离开）。
实现 VCA 技术的方法有很多种。数据可以在摄像头本身（边缘处理）或由中央服务器进行处理。这两种方法各有利弊。

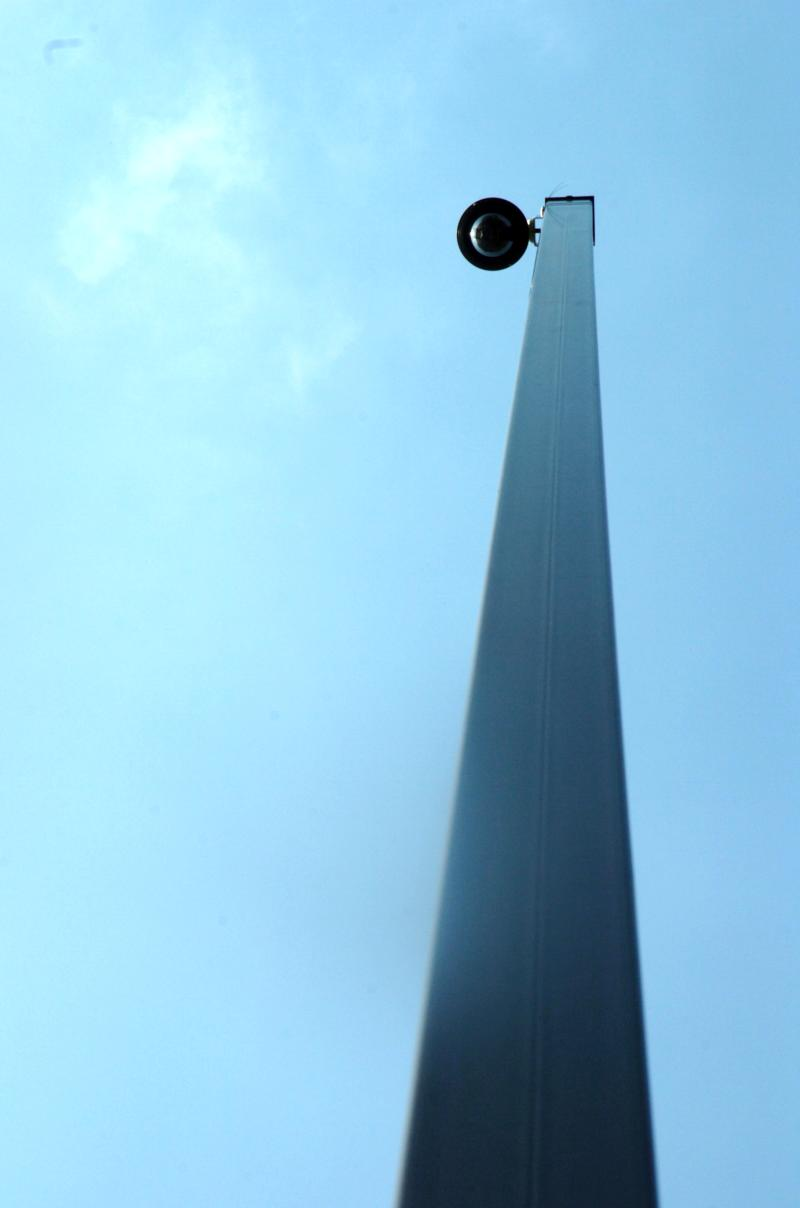
高耸钢柱上的“天眼”监控球形摄像头

对许多人来说，在公共场所发展闭路电视，并将其与包含人们照片和身份信息的计算机数据库相关联，严重侵犯了公民自由。批评人士担心，这种技术将导致公共场所失去匿名性。

### 网络摄像机

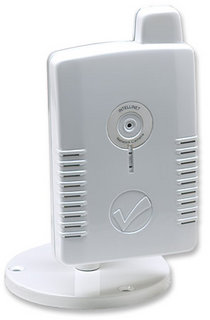
易于连接的无线网络摄像机

闭路电视的一个增长分支是“互联网协议”摄像机（IP 摄像机）。据估计，2014 年是网络摄像机销量首次超过模拟摄像机的一年。 网络摄像机使用大多数局域网 (LAN) 使用的互联网协议 (IP) 以数字形式在数据网络上传输视频。IP 可以选择通过公共互联网传输，允许用户通过互联网连接在计算机或手机上远程查看他们的摄像头。 对于专业或公共基础设施安全应用，IP 视频仅限于在专用网络或VPN 内使用。 网络摄像机被认为是物联网 (IoT) 的一部分，并且与其他支持 IP 的设备具有许多相同的优势和安全风险。
网络摄像机的主要类型包括：固定摄像机、云台 (PTZ) 摄像机和多传感器摄像机。 固定摄像机的分辨率可以根据应用领域而变化，但通常不超过 2000 万像素。PTZ 的主要特点是其远程定向和光学变焦功能。使用多传感器摄像机，可以监控更广泛的区域，并可以实现数百百万像素的分辨率。
工业视频监控系统使用网络硬盘录像机来支持网络摄像机。这些设备负责录制、存储、视频流处理和警报管理。
自 2008 年以来，IP 视频监控制造商可以使用标准化网络接口（ONVIF）来支持系统之间的兼容性。

### 联网闭路电视摄像机
芝加哥市运营着一个联网视频监控系统，该系统将政府机构的闭路电视视频源与私营部门的视频源相结合，安装在城市公交车、企业、公立学校、地铁站、住房项目等处。 即使是房主也可以贡献视频片段。据估计，该系统总共整合了 15,000 个摄像头的视频源。
该系统由芝加哥应急管理办公室在发生紧急呼叫时使用：它会检测呼叫者的位置，并立即向接线员显示最近的安全摄像头的实时视频源，无需任何用户干预。虽然该系统过于庞大，无法进行完整的实时监控，但它会存储视频数据，以便在刑事案件中用作证据。

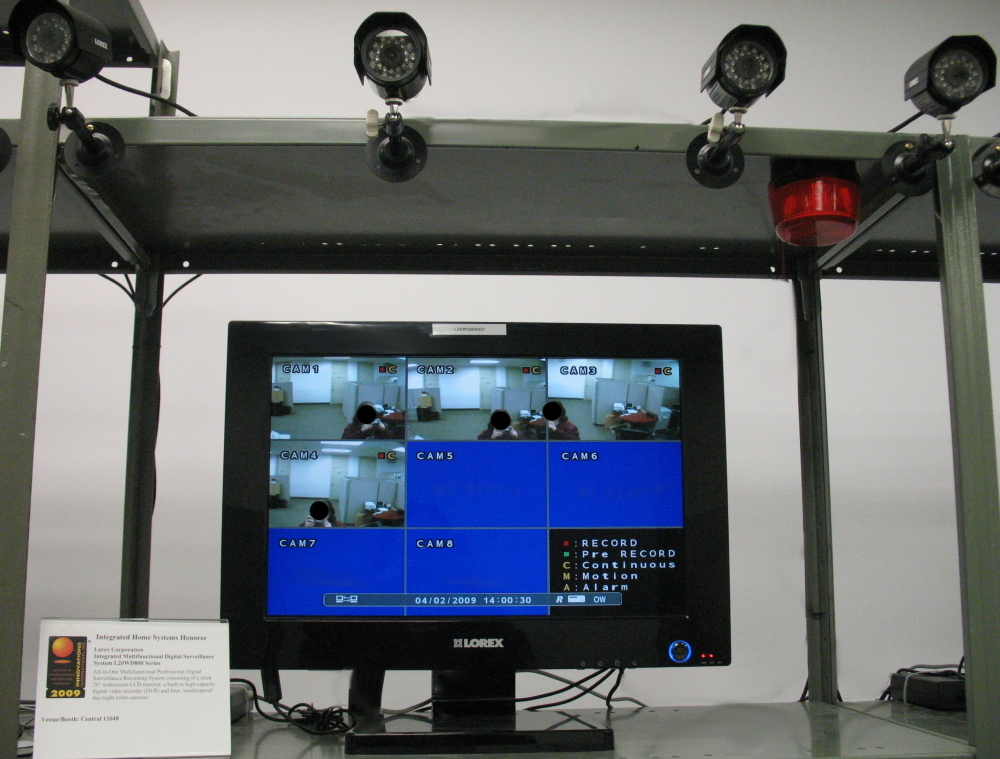
集成系统单元

### 无线安全摄像机

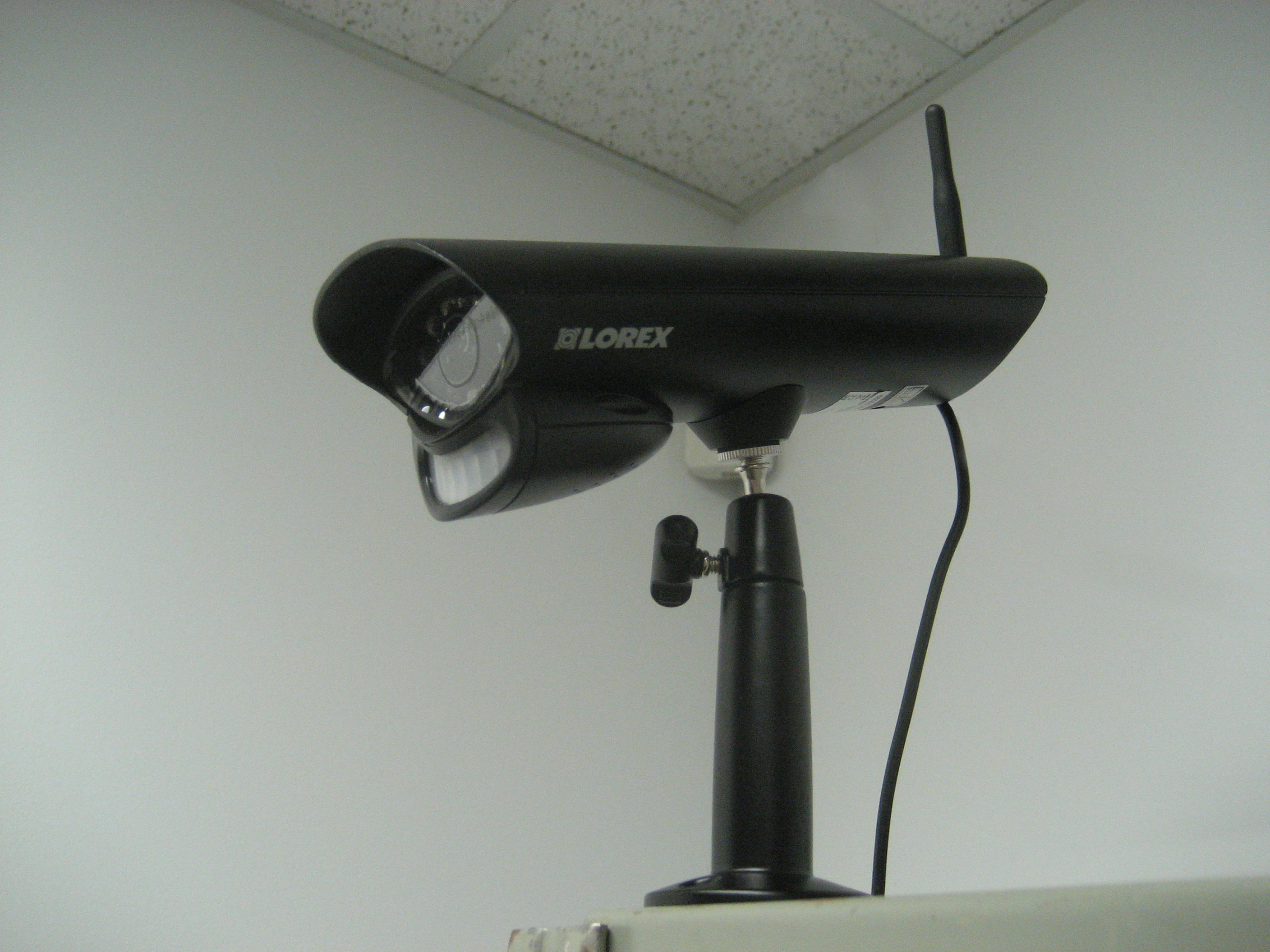
无线安全摄像机

许多消费者开始使用无线安全摄像机进行家庭监控。无线摄像机不需要视频线缆来传输视频/音频，只需要一根电源线。无线摄像机也易于安装且价格低廉，但缺乏有线摄像机的可靠性。 前几代无线安全摄像机依赖于模拟技术；现代无线摄像机使用数字技术，可以提供更清晰的音频、更清晰的视频以及安全且无干扰的信号。 如今，智能双光源被用于摄像机中，用于夜视和录制更明亮的黑暗房间视频。

### 发声闭路电视
2003 年，在英国威尔特郡，一项被称为“发声闭路电视”（英語：Talking CCTV）的试点计划开始实施；允许闭路电视摄像机的操作员命令违法者停止他们的行为，从命令对象捡起垃圾并将其放入垃圾箱到命令一群破坏者散开。2005 年，米德尔斯堡市市长兼前高级警官 Ray Mallon 在他的地区实施了“会说话的闭路电视”。
其他城镇也安装了这种摄像头。2007 年，在东约克郡布里德灵顿市中心安装了几台这种设备。

## 爭議
閉路電視的數目日益增加，其技術規格、例如解析度、影格速率、影像儲存裝置等均不斷地改良，因此不少公司、機構、家居等都樂意採用、並安裝於公共場所、私有地方、住所等，希望減低罪案發生、甚至協助破案。
唯随着在公共場所、甚至是私有地方等安裝的閉路電視數量不斷增加，這也導致了一些關於侵犯私隱而引發的訴訟，因此在安裝閉路電視前，須先對使用閉路電視的用途、得益、風險等方面作出評估，甚至考慮以達到同樣目的但對侵犯私隱風險較低的方案。